# Okres propedeutyczny
Okres propedeutyczny, sesja propedeutyczna, rok propedeutyczny – czas przygotowania do rozpoczęcia formacji w diecezjalnym seminarium duchownym, trwający od czterech miesięcy do jednego roku. Odbywa się poza budynkiem właściwym seminarium. Decyzją Konferencji Episkopatu Polski z dnia 26 listopada 2009 roku biskupi ordynariusze mogą wprowadzać taki dodatkowy rok formacji w swoich diecezjach. Jego odpowiednikiem w seminariach zakonnych jest postulat lub prenowicjat.
Czas propedeutyczny ma za zadanie wprowadzenie w życie duchowe, odkrycie mocy formacyjnej Słowa Bożego (Lectio divina) i życie liturgią. Jest także pomocą w zdobyciu dojrzałości ludzkiej i integracji osobowej w oparciu o klasyczną kulturę humanistyczną. Okres propedeutyczny stwarza także okazję uzupełnienia wiedzy religijnej oraz wykształcenia ogólnego.
Przez cały czas trwania tego okresu jego uczestnicy mają ograniczony dostęp do środków społecznego przekazu jak również ograniczony kontakt z rodziną. Sesja odbywa się pod opieką wychowawców seminaryjnych i kończy się kilkudniowymi rekolekcjami.